# Zapiekanka

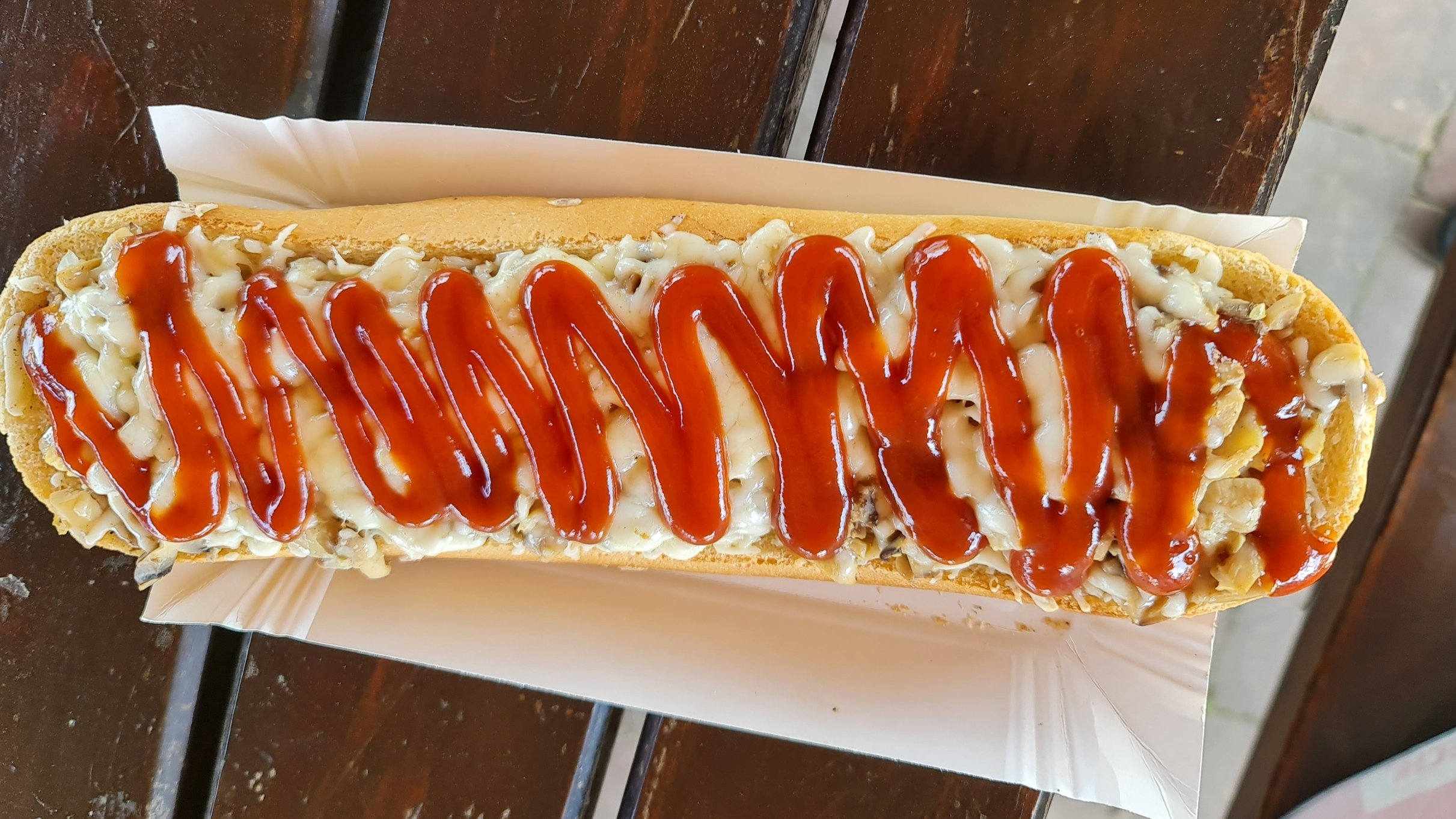
Zapiekanka

Zapiekanka (Plural Zapiekanki) nennt sich ein polnischer Snack, der mit dem französischen Sandwich Croque vergleichbar ist.
Die Zapiekanka entstand in den 1970er Jahren als Fastfood-Angebot für die arbeitende Bevölkerung. Da sie recht originell und nicht teuer ist, hat sie sich langzeitig auf dem Imbissmarkt behauptet.
Zapiekanki bestehen aus einer längs halbierten Weißbrotstange, die mit Champignons, kleingehackten Zwiebelstückchen und mit einer Gewürz- und Kräutermischung verfeinert wird. Regionsabhängig wird auch kleingeschnittene frische Paprika oder Fleisch, meistens Schinken dazugegeben. Anschließend wird das Weißbrot mit würzigem Käse überbacken. Bevor es dem Kunden serviert wird, kommt noch ein länglicher dünner Streifen Ketchup auf das Baguette. Daneben gibt es Zapiekanka-Varianten, unter anderem mit Ananas (Zapiekanka hawajska; „Hawaii-Zapiekanka“) oder mit Feta und Oliven (Zapiekanka grecka; „griechische Zapiekanka“), aber auch mit Tomatensauce statt Ketchup.
Als zapiekanka wurden im Polnischen ursprünglich überbackene Aufläufe wie beispielsweise das Kartoffelgratin bezeichnet.